# 醫林改錯
《醫林改錯》，凡二卷，清代王清任作品。王清任強調“業醫診病，當先明臟腑”，他親自去墳場、刑場觀察屍體。道光十年（1830年）撰成《醫林改錯》二卷，約3萬餘字，並繪有25幅臟腑圖譜。

## 内容
王清任绘脏腑图，按他所见描述各大器官，并从屠夫之口记载横膈膜存在一事。他主张“灵机记性，不在心在脑一段”，不过此事违背心主神明的传统，是“本不当说”。《医林改错》否认三焦，认为本无其事物。
书中也有他对中医经典不合观察或自相矛盾之处的大量论述。例如：
- 《內經》認為尿液是食物中的水液進入大腸後，循下焦滲入膀胱。王清任卻批評說：“如此论尿從糞中滲出，其氣當臭，嘗用童子小便，並問及自飲小便之人，只言味鹹，其氣不臭……”，后解释说“中是珑管，水由珑管分流两边出水道，由出水道渗出，泌入膀恍为尿。出水道中有四血管，其余皆系水管。”
- 他批评历代对中风、半身不遂的辨证是“病本一体，诸家立论，竟不相同”，又举例表示一些古方无用。他对半身不遂的解释是“若元气一亏，经络自然空虚，有空虚之隙，难免其气向一边归并”，以补阳还五汤治。

王清任企圖建立「氣」、「血」系統，兩者不相通，血管中只流血，氣管中只行氣，主張心臟是氣管通路，認為心中無血。（这和中世纪欧洲将动脉认为是气道的概念类似，原因是尸体动脉无血。）他对疾病的论述集中于气血而非脏腑，强调补气活血、逐瘀活血。对于皮痒，他认为对证下药而无效常是因为淤血阻挠药力到达皮肤，按他的经验是加化瘀药可解。
《醫林改錯》內载方剂33首，其中「活血化瘀」的方劑有22例，如五逐瘀汤（血府逐瘀湯、膈下逐瘀湯、少腹逐瘀湯、身痛逐瘀湯、通竅活血湯）、补阳还五汤等，被稱為活血化瘀派的宗師。

## 评价
《醫林改錯》在醫學界褒贬不一，有人說是“集數十載之精神，考正數千年之遺誤”， 是“稀世之寶”；也有醫家認為是“醫林改錯，越改越錯”。后代中医多赞其方剂辩证，否其脏腑结构论。现代中医临床实验也认为此书方剂用处广泛。然脏腑与解剖内脏之正式分割，为民国惲鐵樵所发明，以此否定王清任有时代错置之嫌。
王清任雖然實地觀察屍體，堅持“親見臟腑”，卻缺乏“系統的實驗”精神，亦乏“操作典範”，僅僅是动目而不动手。使得書中的結論過於草率，因此嚴重影響到本書的價值。